# Martibianta virginsulana
Martibianta virginsulana is een hooiwagen uit de familie Biantidae.